# ティモステネス
ロドスのティモステネス（古代ギリシア語: Τιμοσθένης、英語: Timosthenes of Rhodes、fl.紀元前270年）は、古代ギリシアの航海士、地理学者。
紀元前280年代から紀元前270年代にかけて、ティモステネスは、プトレマイオス朝エジプト王プトレマイオス2世の下で、海軍の指揮官、水先人の長として働いた。ティモステネスは、航海術に関する書物であるペリプルス10巻を書き、これは後に失われたものの、エラトステネスやストラボンなど他の地理学者たちから尊敬され、引用された。実際、ヘラクレアのマルキアノスは、エラトステネスの『地理学』について、ティモステネスの業績の丸ごとの盗作に過ぎないと非難していた。ストラボンは、エラトステネスがティモステネスのことを「その見解に反対するところもありながら、他のどの著述家よりも」好んでいた、とだけ述べている。
後年のギリシャ人地理学者アガテメロス（fl.250年）によれば、ロドスのティモステネスは伝統的な8方向の風向に4方向を加えた12方向の風向の体系を編み出し、古典古代における古典的風向を示す12方位を導入した。ティモステネスは、異論もあるものの、風向を単なる気象現象とするのではなく、アネモイを地理上の方位の定位に用いようと試みた最初の古代ギリシアの地理学者だったとされている。
ストラボンは、ティモステネスがデルポイのピューティア大祭の音楽競技のために「ピューティア調」の作品を書いたと伝えている。ティモステネスの歌曲は、フルートとキタラで伴奏され、アポローンと大蛇ピュートーンの対決を寿ぐものであった。
南極大陸にあるティモステネス山は、ティモステネスにちなんで命名されたものである。